# Atália
Atália (em hebraico: עֲתַלְיָה; romaniz.: ʻAtalya) foi filha do rei Acabe e da rainha Jezabel de Israel; ela foi rainha consorte de Judá como esposa do rei Jeorão, um descendente do rei David, e mais tarde tornou-se rainha regente durante seis anos, sucedendo após a morte de seu filho, Acazias.
Na realidade, Atália não foi uma rainha do Reino de Judá, mas uma Regente do Reino. O texto bíblico deixa bem claro que ela não foi contada como uma rainha. Promovia o culto de Baal, da mesma forma que Jezabel, sua mãe, havia feito anteriormente no Reino de Israel Setentrional. Esta atitude fez com que Atália fosse odiada pelo povo e pelos sacerdotes. Por alguns anos antes, os profetas Elias e Eliseu já anunciavam o fim da Casa Real de Acabe.
Num ato de vingança contra a execução de toda a Casa Real de Acabe, Atália mandou assassinar todos os membros da Casa Real de Davi e assumiu o trono de Judá. Mas, Jeoseba, filha de Jorão de Judá, falecido marido de Atália, escondeu o herdeiro do trono Joás, filho de Acazias, que tinha um ano de idade. Ele foi criado em segredo no Templo de Jerusalém pelo Sumo Sacerdote Joiadá e por sua mulher. Quando Joás tinha sete anos, Joiada elaborou um plano para coroá-lo como rei no Templo de Jerusalém, com a proteção dos guardas reais.
Quando Atália percebeu o acontecido, foi ao Templo na tentativa de impedir a rebelião, mas acabou sendo executada no portão dos cavalos junto ao Palácio Real, por ordem do Sumo Sacerdote Joiadá. Depois disso, é destruído o templo de Baal e seu altar. Atália foi a última representante da Dinastia de Onri.